# Sembé (Cameroun)
Pour les articles homonymes, voir Sembé (homonymie).
Sembé est un village du Cameroun, situé dans la région de l'Est et dans le département de la Kadey. Il est localisé dans la commune de Ndelele.

## Population
Le recensement de 2005 y dénombre 122 habitants dont 60 de sexe masculin et 62 de sexe féminin